# Thalassoalaimus brasiliensis
Thalassoalaimus brasiliensis är en rundmaskart som beskrevs av Gerlach 1956. Thalassoalaimus brasiliensis ingår i släktet Thalassoalaimus och familjen Oxystominidae. Inga underarter finns listade i Catalogue of Life.